# Gambria bicolor
Gambria bicolor är en skalbaggsart som först beskrevs av Louis Alexandre Auguste Chevrolat 1862.  Gambria bicolor ingår i släktet Gambria och familjen långhorningar. Inga underarter finns listade i Catalogue of Life.